# Eduardo Fajardo
Eduardo Fajardo wł. Eduardo Martínez Fajardo (ur. 14 sierpnia 1924 w Meis, zm. 4 lipca 2019 w Meksyku) – hiszpański aktor filmowy, teatralny i telewizyjny. Wystąpił w 183 filmach, 75 sztukach i wykonał 2000 występów telewizyjnych w latach 1947–2002.

## Życiorys
Urodził się w Meis, Pontevedra 14 sierpnia 1924 roku. Wychował się w Haro i Santander, gdzie studiował. Karierę rozpoczął jako aktor głosowy od 1942 do 1946 roku. W 1947 roku zadebiutował w Héroes 95 w reżyserii Raúla Alfonso. W latach 50. przeniósł się do Meksyku, a kiedy wrócił do Hiszpanii, pojawiał się w westernach, takich jak: Bohaterowie z Fort Worth (1965) Martina Herberta i Django (1966) Sergio Corbucciego.
W 2002 roku założył Teatro sin barreras w Almerii, aby pomóc osobom niepełnosprawnym.
Fajardo był żonaty cztery razy. W Meksyku ożenił się dwukrotnie, jedną z jego żon była z aktorka Carmelita González, z którą miał córkę Palomę del Rocío. Pozostałe jego dzieci z innych związków to José Antonio, Corazón, Lucero, Dusko, Alma i Eduardo.
Fajardo zmarł podczas wakacji w Meksyku w dniu 4 lipca 2019 roku w wieku 94 lat.

## Filmografia
- 1947: Don Kichot z Manczy jako Don Fernando
- 1947: Księżniczka Ursinosa jako kapitan emisario
- 1950: Od kobiety do kobiety
- 1951: Lwica z Kastylii jako Tovar
- 1957: Tizoc jako Arturo
- 1958: Szkoła kieszonkowców jako złodziej
- 1960: Macario jako wicekról
- 1965: Bohaterowie Fort Worth jako George Bonnet
- 1965: Trumna dla szeryfa jako Russell Murder
- 1966: Misja Apokalipsy jako Axel
- 1966: Pułapka na siedmiu szpiegów jako pułkownik Riteau
- 1966: Wielka Noc Ringo jako Joseph Finley
- 1966: Django jako major Jackson
- 1967: Czas sępów jako Don Jaime Mendoza
- 1968: Sharon ubrana na czerwono jako Matthews
- 1968: Nie szukaj trzech stóp... jako Juan
- 1968: Winchester, jeden na tysiąc jako Rengoold
- 1968: Dziewczyna z okładki jako Maurice Behar
- 1968: Zawodowiec jako Alfonso Garcia
- 1969: Taksówka konfliktów jako Don Ángel
- 1970: Shango, nieomylny pistolet jako Droster, major Konfederacji
- 1970: Nadchodzi sobota! jako Mangosta
- 1971: Mania wielkości jako Grand d'Espagne
- 1971: Rzeka złoczyńców jako generał Duarte
- 1972: Tedeum jako Grant
- 1973: Ricco jako Cyrano
- 1973: Dom egzorcyzmów jako Francis Lehar
- 1973: Śmiertelny grzech jako prawnik
- 1974: Ostatnia podróż jako komisarz
- 1974: Eroticofollia jako Basev
- 1974: Czterej muszkieterowie
- 1975: Brudna gra w Panamie jako Edward
- 1975: Doktor Justice jako dr Alverio
- 1976: Czarna Wenus jako Barrymore
- 1979: Łowca rekinów jako kapitan Gomez
- 1980: Koszmar w skażonym mieście jako dr Kramer
- 1982: Śmierć w Watykanie jako Rettore
- 1982: Oaza zombich jako Kurt
- 1983: Eksterminatorzy Roku 3000 jako senator
- 1984: Złotowłosa i złota świątynia jako człowiek który wie
- 1985: Bangkok, spotkanie ze śmiercią jako milioner
- 1988: Brat z kosmosu